# Царюк, Владимир Зенонович
Влади́мир Зено́нович Царю́к (20 декабря 1899, Гродненская область — 27 января 1957, Брестская область) — один из руководителей партизанского движения на временно оккупированной территории Белорусской ССР. Герой Советского Союза.

## Биография
Родился 20 декабря 1899 года в деревне Большая Обрина ныне Кореличского района Гродненской области Белоруссии в крестьянской семье. Белорус.
Участник Гражданской войны. В 1919—1920 годах — в Красной Армии, доброволец. Воевал в составе 10-го Минского полка ВЧК, 72-го стрелкового полка. С 1920 года — на подпольной работе в Западной Белоруссии, с 1924 года — секретарь подпольного райкома партии. Один из основателей Коммунистической партии Западной Белоруссии. Член ВКП(б)/КПСС с 1924 года.
В. З. Царюк был арестован польской полицией в 1926 году за убийство информатора полиции, до 1939 года содержался в тюрьмах городов Новогрудок, Вильно, Кресты, Равич. Освобождён советскими войсками во время Польского похода РККА в сентябре 1939 года. С октября 1939 — член волостного исполкома в местечке Турец, депутат Народного собрания Западной Белоруссии, заместитель председателя Столбовского райисполкома, заведующий Столбовским райдоротделом, председатель Столбовского райисполкома.
В начале Великой Отечественной войны В. З. Царюк — член Северо-Западной оперативной группы ЦК КП Белоруссии на Калининском фронте. Руководил связью белорусских партизан с «Большой землей» через «Суражские ворота» — разрыв в линии фронта на протяжении нескольких месяцев зимой 1941—1942 года. В марте 1943 года направлен на оккупированную территорию Барановичской области Белорусской ССР, помощник уполномоченного Центрального Комитета Коммунистической партии Белоруссии и Белорусского штаба партизанского движения по Барановичской области. В том же году стал членом Барановичского подпольного обкома партии, первым секретарём Столбцовского подпольного районного комитета партии, командир партизанского соединения Столбцовской зоны.
Летом 1943 года во время проведения фашистами операции «Герман» река Неман стала рубежом, на котором партизаны «дяди Володи» вели ожесточённые бои, не допуская форсирования реки врагом. За период его командования партизаны уничтожили 555 эшелонов и 325 автомашин врага, нанесли большой урон в живой силе.
Указом Президиума Верховного Совета СССР от 15 августа 1944 года за умелое командование партизанским соединением образцовое выполнение боевых заданий командования на фронте борьбы с немецко-вражеским захватчиками и проявленные при этом мужество и героизм Царюку Владимиру Зеноновичу присвоено звание Героя Советского Союза с вручением ордена Ленина и медали «Золотая Звезда».
После освобождения республики с июля 1944 года — первый секретарь Столбцовского райкома партии. С апреля 1947 года был заместителем председателя Барановичского облисполкома. С ноября 1951 года — председатель Барановичского горисполкома. Избирался депутатом Верховного Совета СССР 2-го и 3-го созывов, Верховного Совета Белорусской ССР 1-го и 4-го созывов.
Жил в городе Столбцы Минской области Белорусской ССР. Скончался 27 января 1957 года. Похоронен в городе Барановичи Брестской области Белоруссии.

## Награды
Награждён орденами Ленина, Красного Знамени, Красной Звезды, медалями.

## Память
На родине Героя создан мемориальный музей. Его именем названы колхоз в Кореличском районе (ныне СПК имени В. З. Царюка), улицы в городах Барановичи,Лида, Столбцы и в посёлке городского типа Кореличи. В деревне Еремичи Кореличского района установлен бюст Героя.